# Équipe du Niger féminine de basket-ball
Cet article traite de l'équipe féminine. Pour l'équipe masculine, voir Équipe du Niger masculine de basket-ball.
Maillots
L'équipe du Niger de basket-ball féminin est une sélection composée des meilleures joueuses nigériennes de basket-ball.
Les Nigériennes terminent huitièmes du Championnat d'Afrique en 2005 et dixièmes en 2000. L'équipe ne s'est jamais qualifiée pour les Jeux olympiques ou le Coupe du monde.